# Поштар увек звони двапут (роман)
Поштар увек звони двапут (енг. The Postman Always Rings Twice) је криминалистички роман америчког писца Џејмса Малахана Кејна, објављен 1934. године. Поштар увек звони двапут је Кејнов дебитантски роман и један од најзначајнијих криминалистичких романа објављених у двадесетом веку.
Радња романа прати луталицу Френка Чејмберса који се заљубљује у удату жену Кору, и са њом кује план да убију њеног мужа. Када је први пут био објављен, роман је изазвао велику пометњу због свог приказа насиља и секса. Судски процес је покренут против књиге у Бостону, у савезној држави Масачусетс, годину дана након судског процеса који је покренут против романа Уликс.
Поштар увек звони двапут је адаптиран у филм седам пута. Најзначајније од ових адаптација биле су адаптација из 1946. године, где је Лана Тарнер тумачила улогу Коре Смит, и адаптација из 1981. године где су главне улоге тумачили Џек Николсон и Џесика Ланг.

## Радња
Роман је написан у првом лицу где је протагониста и приповедач луталица Френк Чејмберс. Радња је смештена у руралну Калифорнију двадесетог века.
Радња романа почиње доласком Френка у кафану где одлучује да се запошљава. Власници кафане су венчани пар Кора Смит и њен муж Ник Пападакис који се понекад у роману назива и надимком "Грк".
Френк и Кора започињу страсну садомазохистичку аферу убрзо након Френковог запошљавања. Кора је незадовољна својим животом, и жели да се реши свог мужа. Она и Френк кују план да убију Ника и преузму кафану.
У првобитном плану, Кора би ударила Ника тупим предметом по глави, а затим инсценирала тело тако да изгледа да се он саплео у кади и умро од удара у каду. Кора спроводи овај план, али он не успева због изненадног нестанка струје и доласка полицајца у кућу па се Ник опоравља од ударца. Ник се не сећа ничег пре ударца па Кора и Френк не бивају ухваћени. 
Френк и Кора смишљају нови план у којем би Френк лажирао саобраћајну несрећу у којој би Ник преминуо, а Кора остала са мањим повредама. Овај план успева, и Ник умире, али локални тужилац почиње да сумња да су Кора и Френк криви за Никово убиство. Тужилац одличује да оптужи Кору за Никово убиство, али не и Френка. Кора признаје злочин и објашњава своју и Френкову улогу у Никовом убиству. Тужилац одлучује да пусти Кору из затвора, манипулисањем осигуравајућих друштва и сведока злочину. 
Након њеног суђења, Кора се враћа у кафану, али је њен однос са Френком заувек искварен. Френк започиње аферу са кротитељком лавова, а Кора сазнаје да је трудна. Упркос Френковој афери, Кора и он се венчавају и почињу да планирају своју будућност.
На крају романа, Кора умире у саобраћајној несрећи док је Френк био за воланом. Френк бива лажно оптужен за њено убиство и бива осуђен на смрт.

## Адаптације
Поштар увек звони двапут је адапитран више пута укључујући седам пута за филмско платно и два пута за позориште.
- Le Dernier Tournant (срп. Последње скретање на путу) је француска адаптација романа коју је режирао Пјер Шенал.
- Ossessione (срп. Опсесија) је италијанска адаптација романа коју је режирао Лукино Висонти.
- The Postman Always Rings Twice (срп. Поштар увек звони двапут) је прва холивудска адаптација романа. Имала је своју премијеру 1946. године. Сматра се значајним филмом у жанру филм ноара. Режирао ју је Теј Гарнет.
- Chair de Poule (срп. Жмарци) је француска адаптација романа Tirez la chevillette која садржи елементе романа Поштар увек звони двапут. Режирао ју је Жулијен Дививијер.
- The Postman Always Rings Twice је друга холивудска адаптација романа. Имала је своју премијеру 1981. године и режирао ју је Боб Рафаелсон.
- The Postman Always Rings Twice је прва позоришна адаптација романа са Вал Килмером у главној улози, у режији Луси Бејли.[4]
- Szenvedély (срп. Страст) је мађарска адаптација романа коју је режирао Гјорги Фехир.
- Buai laju-laju (срп. Њиши се високо, драга моја) је малајска адаптација романа објављена 2004. године у режији У-веј Хаџи Сарија.
- Jerichow је немачко-турска адаптација романа у режији Кристијана Петзолда.
- Почтальон всегда звонит дважды (пьеса) (срп. Поштар увек звони двапут) је руска позоришна адаптација романа у режији Александра Марина.[5]